# 10月17日
10月17日是阳历一年中的第290天（闰年第291天），离全年的结束还有75天。

## 大事記

### 19世紀以前
- 前538年：波斯的居魯士大帝長驅直入巴比倫，釋放了已被加爾底亞王國國王尼布甲尼撒二世征服且放逐70年的猶太人，並制定了世界上第一部人權法法案。
- 1346年：由約克大主教威廉·佐奇領導英格蘭王國軍隊於英格蘭達拉謨爆發之內維爾十字之戰中成功挫敗了蘇格蘭王國的入侵，並俘虜了蘇格蘭國王大衛二世。
- 1604年：德國天文學家約翰內斯·開普勒觀察到超新星SN 1604的爆發。
- 1662年：英格蘭國王查理二世以400,000英鎊的價格將臨海城鎮敦克爾克賣給法國。
- 1777年：美國獨立戰爭：英國將軍約翰·伯戈因的薩拉托加戰役以他向美國人投降而結束，後來說服法國與美國結盟參戰。

### 19世紀
- 1806年：前海地革命領袖、海地皇帝德薩林在因屠殺白人引發的國內叛亂中於太子港附近遇刺身亡。
- 1814年：倫敦的一個木質啤酒發酵桶爆裂，摧毀了第二個發酵桶，並造成至少128,000英鎊加侖（580,000公升）的波特酒大量湧入，造成8人死亡。
- 1831年：英國科學家麥可·法拉第首次發現電磁感應現象。
- 1849年：波蘭浪漫主義作曲家和鋼琴家蕭邦因肺結核於巴黎病故，其終身未能見到「波蘭復國」。
- 1860年：首届英国高尔夫球公开赛于苏格兰普雷斯特威克高尔夫俱乐部举办，为高尔夫球四大满贯赛中历史最悠久的赛事。
- 1862年：清政府制定三角黃龍旗為國旗。

### 20世紀
- 1904年：由嚴修及張伯苓創辦之私立南開學校於天津市南開區建校。
- 1906年：一位来自蒂尔西特的鞋匠威廉·福格特来到了科佩尼克市政厅，伪装成上尉劫走了4000黄金马克，被尊称为「科佩尼克上尉」。
- 1907年：梁啟超等在東京召開政聞社成立大會。
- 1921年：由林獻堂和蔣渭水等人創立之台灣文化協會於台北市大稻埕靜修女子學校舉行創立大會。
- 1931年：日本以橋本欣五郎等為首的櫻花會（日语：桜会）陸軍軍官預謀發動武裝政變，建立獨裁政權。橋本等被捕遂使政變流產。史稱「十月事件（日语：十月事件）」。
- 1933年：猶太裔普魯士科學院教授愛因斯坦逃離納粹德國，前往美國。
- 1949年：黑泽明执导电影《野良犬》在日本上映。
- 1952年：中國第一個大港口：塘沽新港第一期工。
- 1958年：卡納什空難：蘇聯民航一架圖-104客機在蘇聯卡納什墜毀，導致機上80人全數遇難，遇難者包括鄭振鐸、蔡樹藩率領的中國文化代表團。
- 1961年：數萬名阿爾及利亞裔抗議者進入巴黎城內示威，反對宵禁，主張阿爾及利亞脫離法國獨立，其後遭到巴黎警方鎮壓。
- 1963年：香港總督柏立基在香港大會堂主持香港中文大學創校典禮，該校之後成為香港第一所研究型大學。
- 1964年：澳洲總理羅伯特·孟席斯在首都坎培拉舉辦人工湖伯利·格里芬湖的開幕儀式。
- 1968年：川端康成獲得諾貝爾文學獎，成為歷史上首位獲得此獎項的日本人，亦是繼泰戈爾之後第二位獲此獎項的東方人。
- 1970年：穆罕默德·安瓦爾·薩達特成為埃及總統，在其任內率領埃及和敘利亞一起發動了第四次中東戰爭及簽暑《大衛營協議》與以色列和解並建交。
- 1973年：石油輸出國組織為報復西方國家對以色列的支援而宣布石油禁運，第一次石油危機爆發。
- 1979年：天主教會長期在印度提供各式社會服務的德蕾莎修女獲得諾貝爾和平獎。
- 1983年：香港財政司長的彭勵治為挽救香港金融體系，因而頒布聯繫匯率制度，使港元再度與美元掛勾。
- 1985年：英國宣佈香港1997年後取消英國屬土公民。詳情情參見英國國籍法與香港。
- 1989年：美國加州舊金山發生6.9級強烈地震。
- 1990年：美國網路電影資料庫IMDb開辦。
- 1990年：北加里曼丹民族解放軍总司令洪楚廷率领最后一只軍隊下山并且与砂拉越政府签署《和平協議》，至此长达28年的砂拉越共产党叛乱正式画上了句号。
- 1997年：横跨日本大阪湾，连接大阪市区与咲洲人工岛的大阪港咲洲隧道正式通车。

### 21世紀
- 2003年：台灣台北101大樓塔頂完工，超越馬來西亞吉隆坡的雙峰塔成為世界建築物頂端最高的摩天大樓。
- 2007年：香港的Youtube上線。[1]
- 2008年：在香港擁有62年歷史的泰林無線電行在金融海嘯影響下全線清盤結業。
- 2018年：香港天文台總部下午錄得21.9度，是自1999年以來最涼的重陽節。[2]
- 2020年：美國羅徹斯特大學研究團隊首次發現在室溫下實現無電阻之電流流通的高溫超導體。
- 2023年：位於加薩走廊的阿赫利阿拉伯醫院發生爆炸，造成至少500人死亡。
- 2024年：以色列军方确认哈马斯最高领导人叶海亚·辛瓦尔在加沙走廊的南部城市拉法被击杀。[3]

## 出生
- 1253年：聖伊華，法國被封為聖人的本堂神父、「窮人的代言人」。（1303年逝世）
- 1480年：斐迪南·麥哲倫，葡萄牙探險家。（1521年逝世）
- 1602年：毛利就隆，日本江戶時代大名。（1679年逝世）
- 1623年：董友，延平王妃。（1681年逝世）
- 1681年：允禟，康熙帝第九子。（1726年逝世）
- 1725年：約翰·威爾克斯，英國激進主義記者、政治人物。（1797年逝世）
- 1760年：亨利·德·聖西門，法國哲學家、經濟學家、空想社會主義者。（1825年逝世）
- 1813年：格奥尔格·毕希纳，德國作家、自然科學家、革命家。（1837年逝世）
- 1846年：鍋島直大，日本政治人物、外交家，佐賀藩藩主。（1921年逝世）
- 1853年：瑪麗亞·亞歷山德羅夫娜，俄罗斯沙皇亚历山大二世之女，愛丁堡公爵夫人、萨克森-科堡-哥达公爵夫人。（1920年逝世）
- 1892年：西奧多·艾克，納粹德國親衛隊上將、創設集中營人物之一。（1943年逝世）
- 1898年：鈴木鎮一，日本小提琴老師，鈴木教學法發明人。（1998年逝世）
- 1901年：謝雪紅，臺灣日治時期的臺灣共產黨創始黨員，二二八事件時臺中一帶二七部隊領導人之一。（1970年逝世）
- 1902年：梅爾福德·史蒂文森，英國大律師、法官。（1987年逝世）
- 1903年：豬口力平，日本海軍上校，神風特攻隊的命名者。（1983年逝世）
- 1912年：真福教宗若望保祿一世，羅馬主教。（1978年逝世）
- 1914年：加布雷·加布里奇，意大利田径運動員。（2015年逝世）
- 1915年：亞瑟·米勒，美國劇作家。（2005年逝世）
- 1917年：瑪莎·亨特，美國女演員、模特兒、社會活動家。（2022年逝世）
- 1918年：麗塔·海華絲，美國女演員。（1987年逝世）
- 1919年：奧斯汀·B·威廉斯，美國甲殼類學家。（1999年逝世）
- 1919年：趙紫陽，中國共產黨中央委員會總書記。（2005年逝世）
- 1930年：罗伯特·阿特金斯，美國心臟病醫生、營養學家，發明食肉減肥法。（2003年逝世）
- 1930年：佛蒙特·伯根，德國天文學家。（2021年逝世）
- 1933年：威廉·安德斯，美國太空人。（2024年逝世）
- 1936年：金森博雄，日裔美國地震學家。
- 1938年：莱斯利·穆雷，澳洲詩人、文學評論家。（2019年逝世）
- 1943年：黃永松，臺灣雜誌發行人、出版家。（2024年逝世）
- 1946年：亞当·米奇尼克，波蘭思想家。
- 1948年：串田晃，日本動畫歌手。
- 1949年：石天，香港演員、電影導演、製作人（2021年逝世）[4]
- 1951年：普拉博沃·蘇比安托，印尼政治人物，現任印尼總統。
- 1957年：齊豫，台灣女歌手。
- 1957年：李艷秋，台灣著名記者、主播、電視節目主持人。
- 1959年：諾姆·麥克唐納，加拿大演員、作家、製作人。（2021年逝世）
- 1960年：劉佳，中國女演員。
- 1960年：陳敏兒，香港女藝人。
- 1960年：羅伯·馬歇爾，美國戲劇、電影導演、編舞家。
- 1964年：李芳雯，台灣演員。
- 1966年：馬克·加蒂斯，英國演員、編劇、小說作家。
- 1967年：德米特里·佩斯科夫，俄羅斯外交官、翻譯、突厥學學者。
- 1968年：廖敏雄，台灣棒球選手。
- 1968年：小幡洋子，日本藝人、歌手。
- 1969年：伍德·哈瑞斯，美國演員。
- 1969年：厄尼·艾爾斯，南非職業高爾夫球選手。
- 1971年：莫小玲，新加坡女藝人。
- 1972年：JIRO，日本樂手，GLAY貝斯手。
- 1972年：阿姆，美國饒舌歌手、音樂製作人、演員。
- 1972年：蔡坤奇，台灣歌手、唱片製作人。
- 1972年：怀克里夫·让，海地裔美國饒舌歌手、唱片製作人、社會活動家，2010年登記參選海地總統。
- 1973年：吳聲武，台灣棒球教練。
- 1974年：吳文忻，香港演員。
- 1974年：當知項欠，中國藏族製片人，紀錄片拍攝者。
- 1974年：馬修·麥費狄恩，英國男演員。
- 1976年：林淑敏，香港藝人。
- 1976年：許紹洋，香港藝人。
- 1977年：平山浩行，日本男演員。
- 1979年：丁小芹，台灣演員。
- 1979年：奇米·雷克南，芬蘭一級方程式赛車車手。
- 1980年：高嘉瑜，台灣政治人物，現任立法委員。
- 1980年：叶卡捷琳娜·加莫娃，俄羅斯排球運動員。
- 1981年：陳詩慧，香港女歌手、填詞人。
- 1981年：孟盛楠，中國節目女主持人。
- 1981年：今井翼，日本藝人、歌手。
- 1985年：何璐怡，香港女配音員。
- 1987年：湯怡，香港藝人。
- 1988年：大島優子，日本女子偶像團體AKB48隊長。
- 1988年：松坂桃李，日本模特兒、演員。
- 1988年：相羽亞衣奈，日本女性聲優、歌手。
- 1989年：陳易希，香港發明家。
- 1989年：柄本時生，日本男演員。
- 1991年：焦浩軒，香港男演員。
- 1992年：櫻庭奈奈美，日本女演員。
- 1993年：鄭兆村，臺灣男子田徑運動員。
- 1995年：金河成，韓國職業棒球運動員。
- 1995年：阿列克謝·米蘭丘克，俄羅斯職業足球運動員。
- 1996年：尤浩然，中國男演員。
- 2002年：Lily，韓國女子偶像團體NMIXX成員。

## 逝世
- 1505年：伊凡三世，莫斯科大公。（1440年出生）
- 1687年：揆一，瑞典貴族、荷蘭東印度公司官員，最後一任臺灣長官。（1615年出生）
- 1806年：让-雅克·德萨林，海地革命領導人，獨立後稱帝，加冕為雅克一世。（1758年出生）
- 1837年：约翰·尼波默克·胡梅尔，奥地利钢琴家、作曲家。（1778年出生）
- 1849年：弗雷德里克·蕭邦，波兰钢琴演奏家、作曲家。（1810年出生）
- 1887年：古斯塔夫·基爾霍夫，德國物理學家。（1824年出生）
- 1893年：夏尔·古诺，法國作曲家。（1818年出生）
- 1897年：莱昂·波尔曼，法國作曲家、管風琴家。（1862年出生）
- 1910年：朱莉亞·沃德·豪，美國廢奴主義者、行動主義者、詩人。（1819年出生）
- 1937年：約瑟夫·布魯斯·伊斯梅，英國航運業商人，白星航運董事長兼總經理，鐵達尼號生還者。（1862年出生）
- 1938年：卡爾·考茨基，捷克-奧地利哲學家、記者、馬克思主義者。（1854年出生）
- 1958年：郑振铎，文学家、社会科学家。（1898年出生）
- 1963年：雅克·阿達馬，法國數學家。（1865年出生）
- 1967年：溥仪，大清帝國皇帝，中國歷史上最後一個皇帝。（1906年出生）
- 1989年：馬克·克林，蘇聯數學家。（1907年出生）
- 1997年：方毅，前中共高級領導人。（1916年出生）
- 2005年：巴金，中國文學家。（1904年出生）
- 2006年：陈述，中国演员。（1920年出生）
- 2009年：利定昌，香港企業家。（1954年出生）
- 2016年：賀軍政，台灣電影及電視劇演員。（1954年出生）
- 2018年：田中信夫，日本演員、配音員、旁白。（1935年出生）
- 2018年：辻谷耕史，日本男演員、配音員、旁白、音響監督。（1962年出生）
- 2019年：馬悅然，瑞典漢學家。（1924年出生）
- 2024年：安德魯·沙利，美國內分泌學家，1977年諾貝爾生理學或醫學獎得主。（1926年出生）
- 2024年：西田敏行，日本演員、歌手、藝人、主持人。（1947年出生）

## 节假日和习俗
- 国际消除贫困日
- 海地：德薩林日
- 臺灣：文化日
- 日本：沖繩麵條日